# Linka 112
Linka 112 je český televizní pořad, který byl vysílán v roce 2018 na stanici Prima. V každém díle byly čtyři celé příběhy a dva rozdělené (pokračování příběhu z minulého dílu a začátek dalšího příběhu, který bude pokračovat v dalším díle), ve kterém telefonuje volající s dispečerkou (operátorkou linky 112). Pořad se snažil přiblížit práci integrovaného záchranného systému (IZS). Byl dočasně vysílán namísto pořadu Policie v akci.

## Vysílání
| Řada | Díly | Premiéra v ČR    | Premiéra v ČR     |
| Řada | Díly | První díl        | Poslední díl      |
| ---- | ---- | ---------------- | ----------------- |
| 1    | 15   | 3. prosince 2018 | 21. prosince 2018 |

## Kritika
Hasičský záchranný sbor České republiky prohlásil, že pořad nespoluvytváří ani negarantuje. Zdravotnické záchranné služby z celého Česka uvedly, že informace, které se objevují v pořadu odporují realitě a mohou být nebezpečné. Filip Vlach z Hasičského záchranného sboru Kraje Vysočina uvedl, že pořad Linka 112 je „mimo realitu“ a že na HZS ČR „vrhá špatný stín“. Policie České republiky na Twitteru oznámila, že s pořadem nespolupracuje.
Složky IZS uvedly, že pořad je zpracován nerealisticky a žádné jejich operační středisko takto nefunguje.